# Dubovica
Dubovica (hongrois : Tarcadobó) est un village de Slovaquie situé dans la région de Prešov.

## Histoire
Première mention écrite du village en 1278.

## Démographie

### Évolution de la population
| Année:               | 1994. | 2004.   | 2014.   | 2024.   |
| -------------------- | ----- | ------- | ------- | ------- |
| Nombre de personnes: | 1421  | 1477    | 1479    | 1430    |
| Différence:          |       | +3,94 % | +0,13 % | -3,31 % |

| Année:               | 2023. | 2024.   |
| -------------------- | ----- | ------- |
| Nombre de personnes: | 1445  | 1430    |
| Différence:          |       | -1,03 % |